# Hairbrained
 (avril 2016).
Si vous disposez d'ouvrages ou d'articles de référence ou si vous connaissez des sites web de qualité traitant du thème abordé ici, merci de compléter l'article en donnant les références utiles à sa vérifiabilité et en les liant à la section « Notes et références ».
Pour plus de détails, voir Fiche technique et Distribution.
Hairbrained est un film américain réalisé par Billy Kent, sorti en 2013.

## Synopsis
Âgé d'à peine 14 ans, Eli Pettifog, se voit exclure de l'université d'Harvard. À la suite de ce bannissement, il se trouve à l'école Whitman College où il fait connaissance et devient très vite ami avec Leo Searly.

## Fiche technique
- Titre : Hairbrained
- Réalisation : Billy Kent
- Scénario : Billy Kent
- Musique : The Newton Brothers
- Montage :
- Production :
- Société de production : Love Lane Pictures
- Distribution :
- Pays de production :  États-Unis
- Langue : anglais
- Format : Couleurs - 2,35:1 - Dolby Digital
- Genre : Comédie
- Durée : 97 minutes
- Date de sortie : 31 mai 2013

## Distribution
- Alex Wolff : Eli Pettifog
- Parker Posey : Sheila Pettifog
- Brendan Fraser : Leo Searly
- Julia Garner : Shauna
- Michael Oberrholtzer : Laird
- Elisabeth Hower : Eve Hansen
- Josefina Scaglione : Camilla
- Toby Huss : Whittman Moderator / Brad the Announcer
- Greta Lee : Gertrude Lee
- Teddy Bergman : Alan Warren
- Fred Melamed : Benny Greenberg
- Robin de Jesús (en) : Romeo Torres
- Nilaja Sun (en) : Skidmore Moderator